# Hubara asiàtica
La hubara asiàtica (Chlamydotis macqueenii) és una espècie de gran ocell de la família dels otídids (Otididae) i que sovint s'ha considerat una subespècie de Chlamydotis undulata. Habita planures àrides des de l'est d'Egipte, a través d'Aràbia i l'Orient Pròxim, per Iraq, Iran i Afganistan fins a Àsia central, a Armènia, Turkmenistan, Uzbekistan, Tajikistan, Kirguizstan, Kazakhstan i Mongòlia fins al nord de la Xina.